# Бадминтон

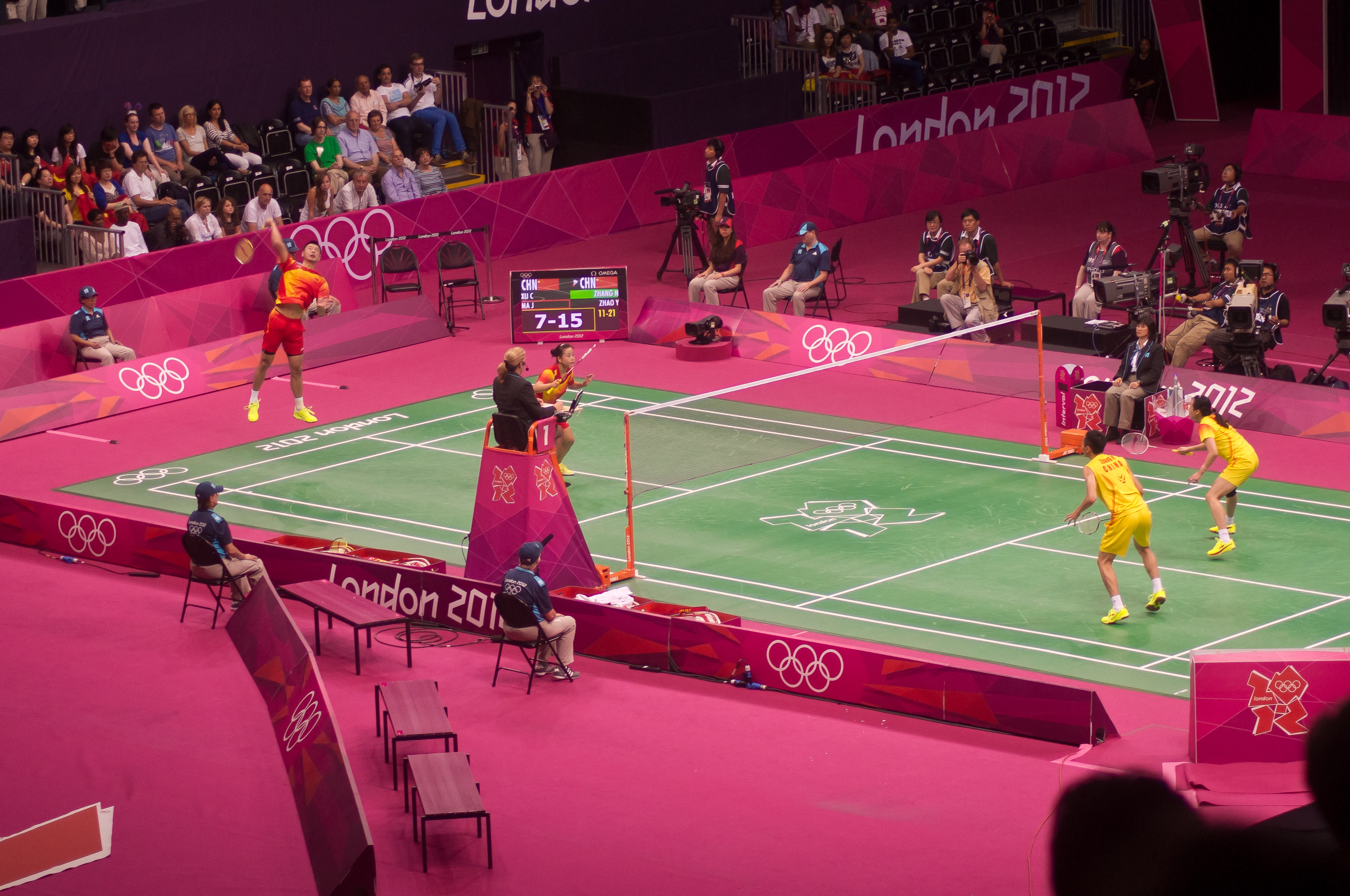
Финал олимпийского турнира 2012 года в смешанном парном разряде

Бадминто́н (англ. badminton, от собств. Badminton) — вид спорта, в котором игроки располагаются на противоположных сторонах разделённой сеткой площадки и перекидывают волан через сетку ударами ракеток, стремясь «приземлить» волан на стороне противника, и наоборот, чтобы он не упал на собственное поле. Соперничают два игрока или две пары игроков (пары могут быть не только одного пола, но и смешанные — мужчина и женщина). Входит в программу летних Олимпийских игр с 1992 года.
В XIX веке английские офицеры, служившие в Индии, увлеклись старинной индийской игрой пуна, которую можно считать прототипом современного бадминтона. Англичане привезли с собой увлечение игрой на родину.
Современная традиция игры берёт начало в Англии, в старинной усадьбе Бадминтон-хаус, владелец которой, известный спортивный энтузиаст и издатель серии книг о видах спорта, Чарльз Сомерсет, 8-й герцог Бофорт, соорудил в 1873 году первую площадку для игры в бадминтон. В 1893 году ассоциация бадминтона Англии опубликовала первый регламент официальных правил игры.
Всемирная федерация бадминтона (англ. Badminton World Federation (BWF)) была создана в 1934 году. С 1947 года проводится крупнейшее командное соревнование среди мужчин — Кубок Томаса. Среди женщин главный командный старт — Кубок Убер проводится с 1955 года.

## Инвентарь

### Ракетка

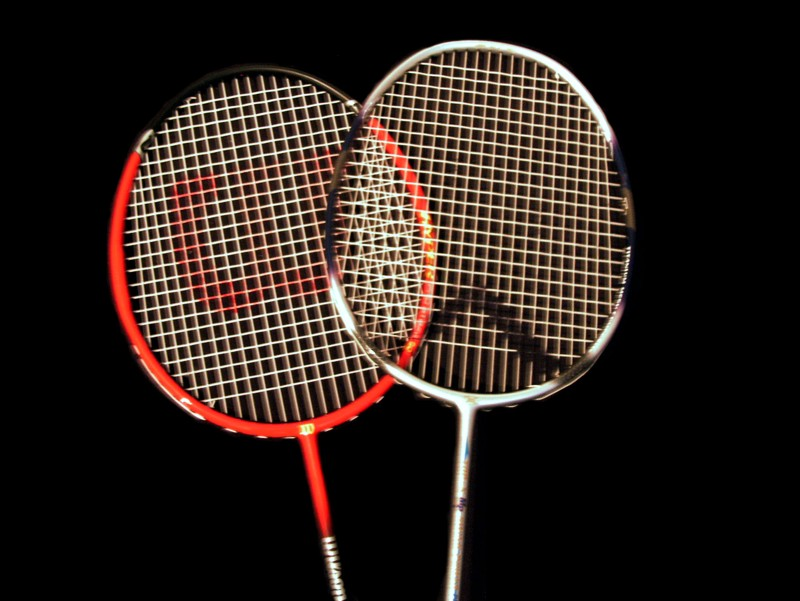
Ракетки для бадминтона

Рамка ракетки не должна превышать 680 мм в длину и 230 мм в ширину.
Первоначально ракетки изготавливались из дерева. Современные ракетки изготавливаются из различных материалов: от углепластика до алюминия, стали и титана. Благодаря им снаряд выдерживает натяжение струн и нагрузку ударов. Ракетки для профессиональных игроков, как правило, выполняются из композиционных материалов на основе углеволокна и с применением встроенных конструктивных элементов из других материалов. Ракетки для любителей и новичков часто можно отличить по наличию «тройника» — визуально заметного Т-образного узла в месте соединения стержня и рамки обода. В среднем масса ракетки составляет 70-100 граммов. К основным физическим характеристикам ракеток, влияющих на их игровые свойства, наряду с массой относятся также расположение центра тяжести (так называемый «баланс»), жёсткость стержня и обода на изгиб, жёсткость стержня на кручение. Нередко в зависимости от этих характеристик одни ракетки чаще рекомендуют игрокам с атакующей и силовой манерой игры, тогда как другие — игрокам, скорее тяготеющим к оборонительным тактическим схемам. В модельных рядах ракеток, предназначенных для профессиональных спортсменов, внутри одной модели возможны вариации исполнения с различающейся на несколько граммов массой и с различной толщиной рукоятки. Большинство профессиональных игроков используют специальные намотки на рукоятку ракетки — так называемый «грип», предназначенный для обеспечения наилучшего контроля над хватом ракетки.

### Струны и их натяжка
Первоначально струны изготавливались из натуральных материалов, сейчас они практически всегда синтетические. В спортивном бадминтоне применяются струны, представляющие собой переплетение синтетических микроволокон и состоящие из сердечника, оплётки и оболочки. Для любительских ракеток струны натягиваются с силой 80-110 Н. У профессиональных игроков сила натяжения струн может доходить до 160 Н. Диаметр струн находится в интервале от 0,6 до 0,8 мм, на натяжку одной ракетки требуется около 10 метров струны.
Процесс натяжки ракеток состоит из двух этапов: сначала струны пропускаются через отверстия в ободе и переплетаются друг с другом, затем последовательно натягиваются. Качественная натяжка, существенно влияющая на игровые свойства ракетки, возможна только на специальном станке, обеспечивающем жёсткое закрепление обода ракетки в нескольких точках, точно дозированное усилие натяжения и последовательную фиксацию уже натянутых струн специальными зажимами.

### Волан

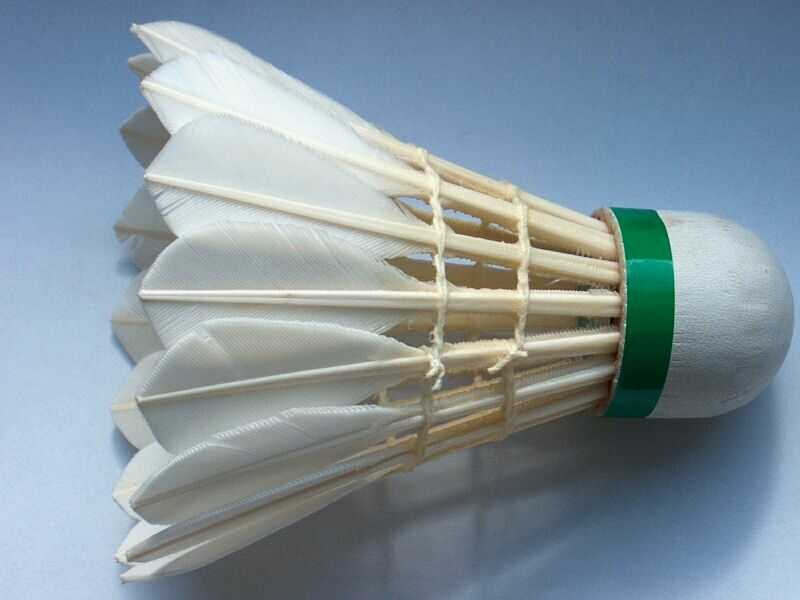
Перьевой волан

Существует два типа воланов: пластиковые и перьевые (натуральные). Пластиковые воланы рекомендуют для любителей и для некоторых видов тренировки, где актуально основное достоинство пластиковых воланов — долговечность. Полётные характеристики пластиковых воланов отличаются от характеристик перьевых воланов. Стандартом для соревнований и тренировок профессиональных спортсменов, как правило, являются перьевые воланы; зачастую в регламенте спортивных соревнований устанавливается конкретная марка / серия перьевого волана.
Пластиковый волан состоит из головки (пробковой или синтетической) и прикреплённой к ней пластиковой «юбки». Перьевой волан изготавливается из 16 гусиных перьев и пробковой головки, обтянутой тонкой лайковой кожей. Перья вклеиваются в отверстия по окружности головки, обвязываются нитками, нитки также проклеиваются. Масса волана должна составлять 4.74-5.5 г.
На производстве воланы сортируются и градуируются по скорости и траектории полёта, различные группы по результатам сортировки получают различные обозначения, которые могут наноситься как на упаковку воланов (тубус из 3-6-12 штук), так и на сам волан (например, воланы могут маркироваться наклейками на внутренней части головки или цветной полоской по ободку головки там, где она соединяется с перьями или пластиковой юбкой).
За один матч профессиональных игроков может быть использовано несколько перьевых воланов: от 2-3 до дюжин и более на встречах спортсменов экстра-класса. Сильнее всего воланы страдают от удара по ним ободом ракетки (такие удары практически всегда являются следствием ошибок в технике и свойственны начинающим спортсменам). Однако и при безупречной технике сила ударов и нагрузки на волан таковы, что довольно быстро могут вызвать «разбалтывание» места соединения перьев с головкой или поломку отдельных перьев, что сразу сказывается на траектории полёта.

## Игровая площадка
Игра проходит на прямоугольной площадке размером 13,4 на 5,18 метров. Для парной игры используется площадка размером 13,4 (при подаче — 11,88) на 6,10 метров. Высота сетки 1,55 метра у опор, 1,524 метра по центру (провисание); Сетка ограничена сверху лентой шириной в 7,5-8 см, сложенной вдвое, под которой пропускается шнур. Линии шириной 4 см, наносятся на поле яркой (белой или жёлтой) краской и являются неотъемлемой частью того поля, которое они ограничивают (но, например, подавать, находясь на линии запрещено). На расстоянии 1,98 метра от сетки находится линия подачи. Между линией подачи и задней линией находится зона подачи. Центральная линия разделяет зону подачи на правую и левую зоны.

## Игра

### Подача, розыгрыш и ошибки
Подача производится из правой (чётной) или левой (нечётной) зоны подачи в зависимости от счёта. По современным правилам (введены в 2006 году для повышения зрелищности матчей) очки начисляются в каждом розыгрыше независимо от принадлежности подачи, игра ведётся до 21 очка; при счёте 20:20 игра продолжается до превосходства одной из сторон в 2 очка либо до 30 (сторона, первой набравшая 30 очков, выигрывает). В парной встрече у каждой команды по одной подаче, в отличие от старых правил.
В парной игре правила несколько сложнее. Принимать должен исключительно спортсмен, стоящий по диагонали от подающего, но после его удара (приёма подачи) уже нет строгой очерёдности — бить по волану может любой игрок команды, тот, которому удобней; если подающая команда выиграла очко, продолжает подавать тот же игрок, но уже из другой зоны подачи, а расстановка игроков принимающей команды не меняется до тех пор, пока они не выиграют очко на своей подаче.
По старым правилам одно очко начислялось при выигрыше розыгрыша подающим игроком. В случае если подающий игрок проиграл розыгрыш, подача переходила к сопернику, а счёт оставался прежним. Поэтому игра зачастую сильно затягивалась! В парной встрече у каждой команды имелось 2 подачи, при потере обеих подач подача переходила к сопернику. Подача производилась из соответствующего поля подачи (чётного / нечётного) согласно количеству очков у подающего спортсмена, в парной встрече первый игрок (выбирается до начала игры) подавал, так же как и в одиночной игре (количество очков чётное — чётное поле подачи), а второй игрок подавал наоборот (количество очков чётное — нечётное поле подачи). Игра велась до 15 очков (11 для женщин). В случае равного счёта 14-14 (10-10 для женщин) сторона, первой набравшая 14 (10) очков, выбирала, будет игра вестись до 17 (13) или до 15 (11) очков.
Игрок считается победителем раунда в следующих случаях:
- Волан коснулся площадки (поля) соперника.
- Соперник послал волан за пределы игрового поля, коснулся волана телом или одеждой.
- После удара соперника волан коснулся потолка или других предметов, находящихся поблизости от площадки.
- Соперник во время розыгрыша коснулся сетки телом или ракеткой, перенёс ракетку или часть тела на сторону противника (однако, фол не будет засчитан, если первоначальный контакт ракетки с воланом был на стороне бьющего и ракетка была перенесена на чужую сторону по инерции).
- Соперник не смог совершить подачу по правилам (подавать надо в расположенное по диагонали поле; нельзя наступать на линии, ограничивающие поле подачи; нельзя двигаться и отрывать ноги от земли; в момент удара при подаче волан должен находиться на высоте от корта не более 115 сантиметров (примерно уровень середины стандартной сетки), а «голова» ракетки должна быть направлена вниз; если подающий не попал по волану — это тоже фол).

## Современный бадминтон

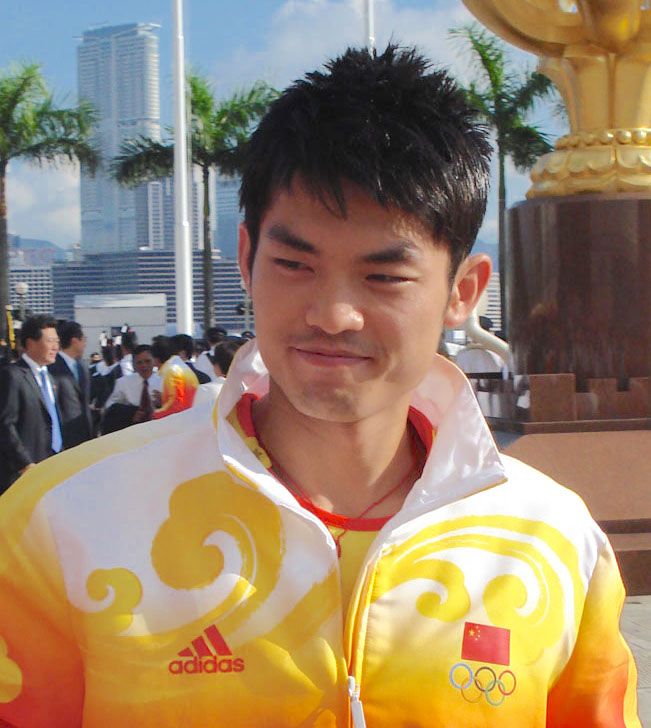
Двукратный олимпийский чемпион (2008 и 2012) и многократный чемпион мира в одиночном разряде Линь Дань

Скорость полёта волана после удара профессионального спортсмена достигает 565 км/ч, что является абсолютным рекордом скорости полёта игрового снаряда.
За одну партию игрок пробегает порядка полутора километров и совершает до 400 ударов по волану, а матч состоит из двух-трёх партий. Рекорд по длительности розыгрыша одного очка — 108 ударов на двоих, розыгрыш длился почти две минуты.
Для овладения всем техническим арсеналом профессиональные спортсмены тратят от 10 лет интенсивных тренировок.
В настоящее время на планете доминируют азиатские спортсмены (Китай, Республика Корея, Индонезия, Япония), которые завоёвывают до 90 % медалей на мировых первенствах. Среди европейских стран наибольших успехов добились бадминтонисты таких стран, как Дания, Великобритания, Испания, Германия, Нидерланды.
Китайские спортсмены доминировали на мировой арене с начала 2000-х годов. На Олимпийских играх 2012 года китайские бадминтонисты добились выдающегося достижения, выиграв 5 из 5 золотых наград. На Играх 2016 и 2020 годов успехи китайцев уже не были такими значительными. С начала 2020-х годов китайцы утратили своё доминирующее положение в мире. На чемпионате мира 2023 года три из пяти золотых наград завоевали бадминтонисты Республики Корея, китайцы победили только в женском парном разряде.

## Рекорд скорости
Рекорд скорости полёта волана у мужчин был поставлен в «лабораторных условиях», а не в реальной игре, при помощи ракетки YONEX NANORAY Z-SPEED в августе 2013 года, он составил 493 км/ч. Эта скорость в начальный момент полёта, затем она быстро падает.
Спустя 10 лет в 2023 году рекорд был улучшен Satwiksai Raj Rankireddy из Индии до 565 км/ч. Одновременно зафиксирован и рекорд среди женщин. Его автором стала Pearly Tan — 438 км/ч.

## Запрещённая крученая подача
В начале 1980-х крученая подача «сидек-спин» произвела революцию в бадминтоне. Принцип этой подачи — скользящий удар по перьям волана придавал ему непредсказуемую траекторию полёта. Малазиец Мисбун Сидек, благодаря изобретённой им подаче, вошёл в десятку сильнейших игроков мира. Но скоро выявились недостатки такой техники. Воланы быстро приходили в негодность. Бадминтон терял зрелищность, так как розыгрыши после такой подачи сократились до 2-3 ударов. Международная федерация бадминтона запретила применение «сидек-спина».

## Международные турниры
Подразделяются на несколько категорий, различающихся числом начисляемых за выступление рейтинговых очков, призовым фондом и престижностью.
Таблица 1. Начисление рейтинговых очков в зависимости от категории турнира
|                         | События Мировой федерации бадминтона | Турнир мировой Суперсерии | Турнир Золотой серии мирового Гран-при | Этап Кубка мира | Этапы Кубка Европы — челленджеры | Этапы Кубка Европы | Этапы Кубка Европы — фьючерсы |
| ----------------------- | ------------------------------------ | ------------------------- | -------------------------------------- | --------------- | -------------------------------- | ------------------ | ----------------------------- |
| Победитель (1)          | 12000                                | 9200                      | 7000                                   | 5000            | 4000                             | 2500               | 1700                          |
| Серебряный призёр (2)   | 10200                                | 7800                      | 5950                                   | 4250            | 3400                             | 2130               | 1420                          |
| Полуфиналисты (3,4)     | 8400                                 | 6420                      | 4900                                   | 3500            | 2800                             | 1750               | 1170                          |
| Четвертьфиналисты (5/8) | 6600                                 | 5040                      | 3850                                   | 2750            | 2200                             | 1370               | 920                           |
| 9/16                    | 4800                                 | 3600                      | 2720                                   | 1920            | 1520                             | 920                | 600                           |
| 17/32                   | 3000                                 | 2220                      | 1670                                   | 1170            | 920                              | 550                | 350                           |
| 33/64                   | 1200                                 | 880                       | 660                                    | 460             | 360                              | 210                | 130                           |
| 65/128                  | 600                                  | 430                       | 320                                    | 220             | 170                              | 100                | 60                            |
| 129/256                 | 240                                  | 170                       | 130                                    | 90              | 70                               | 40                 | 20                            |
| 257/512                 | 120                                  | 80                        | 60                                     | 40              | 30                               | 20                 | 10                            |
| 513/1024                | 60                                   | 40                        | 30                                     | 25              | 20                               | 10                 | 5                             |

Таблица 2. Призовые фонды международных соревнований по бадминтону
| Категория соревнования | События Мировой федерации бадминтона | Турнир мировой Суперсерии | Турнир Золотой серии мирового Гран-при | Этап Кубка мира | Этапы Кубка Европы — челленджеры | Этапы Кубка Европы | Этапы Кубка Европы — фьючерсы |
| Призовой фонд          | -                                    | не менее $2000000         | не менее $120000                       | не менее $50000 | не менее $15000                  | не менее $5000     | от $0                         |

В соответствии с правилами Всемирной федерации бадминтона (BWF) и Европейской федерации бадминтона (Badminton Europe) в одной стране позволено проводить не более одного этапа Кубка мира и не более одного этапа Кубка Европы.
В России это турнир мировой серии Гран-при Russian Open 2007 (Золотая серия), 2008 — Москва, 2009, 2010, 2011 — Владивосток) и этап Кубка Европы (челленджер) White Nights (Гатчина с 2007 года).